# ایستگاه یوشیدا
ایستگاه یوشیدا (به لاتین: Yoshida Station) یک ایستگاه قطار در ژاپن است که در تسوبامه، نیگاتا واقع شده‌است.